# Shovel Knight: King of Cards
Shovel Knight: King of Cards es una expansión de contenido descargable (DLC) para el juego de plataformas Shovel Knight de 2014, desarrollado y publicado por Yacht Club Games. El jugador toma el control de un dandi llamado King Knight mientras emprende una misión para ganar un juego de cartas y recibir el título de «Rey de las Cartas». King Knight ataca a los enemigos cargando hacia ellos y es lanzado al aire después de hacer contacto con una superficie o un enemigo. La jugabilidad es similar a la del Shovel Knight original, pero presenta niveles más cortos y varias ubicaciones nuevas. Además de las plataformas, el jugador puede participar en un minijuego de cartas llamado Joustus en el que debe colocar cartas estratégicamente en un tablero para asegurarse de que ocupen ciertos espacios.
King of Cards fue la última expansión planificada de Shovel Knight junto con el videojuego de lucha multijugador Shovel Knight Showdown, y estaba destinada a ser la entrada más ambiciosa de la franquicia. Después de eliminar el mapa mundial en Spectre of Torment, Yacht Club Games esperaba hacer una campaña más grande que presentara niveles secretos y escenarios con un diseño más pequeño. El nuevo mapa mundial fue influenciado por Super Mario World y tiene las principales rutas de progresión marcadas con caminos verdes, mientras que los niveles ocultos están marcados con caminos rojos inspirados en el uso del color en Mario para indicar áreas secretas. Para ayudar a los jugadores a encontrar rutas a los niveles ocultos, Yacht Club Games usó objetos rojos para llevar a los jugadores a salidas secretas y colocó cada salida en el medio de cada etapa para evitar que los jugadores volvieran a jugar todo el nivel para encontrar las rutas convencionales y ocultas.

## Modo de juego
Al igual que Shovel Knight, King of Cards es un videojuego de plataformas de desplazamiento lateral en 2D. Los jugadores controlan a King Knight, un dandi que busca ganar un juego de cartas llamado Joustus y ser nombrado «Rey de las Cartas». King Knight presenta un conjunto de movimientos diferente al de otros protagonistas de Shovel Knight; ataca a los enemigos cargando contra ellos y es lanzado hacia arriba después de cargar contra una superficie o un enemigo. Después de ser lanzado hacia arriba, gira en una pirueta y puede rebotar sobre enemigos y objetos mientras gira. King Knight también tiene acceso a elementos mágicos llamados Heirlooms, como una espada que se usa para atacar a los enemigos o saltar más alto, una capa que desvía los ataques y una burbuja que le permite flotar sobre el suelo. Las reliquias se compran usando medallas al mérito, objetos coleccionables que se obtienen al explorar niveles y derrotar enemigos en el minijuego de cartas Joustus.
Los niveles de King of Cards son más cortos que los de otros títulos de Shovel Knight y están ubicados alrededor de un mapa mundial no lineal que tiene varias rutas para progresar. Algunas etapas cuentan con salidas ocultas que conducen a niveles adicionales. Los miembros de Order of No Quarter, la organización antagonista del Shovel Knight original, deambulan por el mapa mundial y pueden ser derrotados en batallas contra jefes opcionales para ganar una recompensa. Además del juego de plataformas, el jugador puede participar en un minijuego de cartas llamado Joustus en pubs ubicados alrededor del mapa mundial. En Joustus, los jugadores colocan cartas en espacios desocupados de un tablero y cada carta tiene flechas puntiagudas en algunos de sus lados. Una carta colocada puede empujar una carta adyacente a un espacio desocupado si tiene flechas apuntando hacia ese espacio. La intención del juego es empujar las cartas del jugador a ciertos espacios marcados con gemas, evitando al mismo tiempo que las cartas del oponente ocupen los espacios de gemas.

## Argumento
Antes de los acontecimientos de Shovel Knight y Spectre of Torment, un juego de cartas llamado Joustus se vuelve popular en todo el mundo, con un torneo que ofrece el título de «Rey de las Cartas» a quien pueda derrotar a los tres Jueces de Joustus. King Knight, un pretendiente que quiere el título de rey, recibe una baraja de cartas de Specter Knight y comienza a avanzar en el torneo. Las victorias de King Knight atraen la atención de un bardo y un capitán de dirigible llamado Cooper, quienes buscan un campeón de Joustus. Con la aeronave de Cooper, King Knight viaja a Pridemoor Keep para luchar contra el primer juez, King Pridemoor, ganando seguidores en el camino. Sin embargo, debido a que las reglas simplemente dicen que los jueces de Joustus debían ser derrotados, King Knight lo derrota en la batalla en lugar de usar cartas. Pridemoor se ofrece a ayudar a King Knight a derrotar a los jueces restantes y aborda la aeronave de Cooper.
Mientras King Knight busca al próximo juez, su madre comienza a mostrar un interés romántico en King Pridemoor, lo que le disgusta. Derrota al segundo juez antes de continuar hacia el último. En las afueras de la guarida del juez final, King Knight es testigo de una conversación entre Spectre Knight y dos figuras encapuchadas. King Knight se enfrenta y derrota al último juez, King Birder, quien se revela como una de las figuras encapuchadas. Aparece la otra figura, identificándose como una malvada hechicera llamada Enchantress; ella le cuenta a King Knight su plan de reunir un ejército de caballeros llamado Orden Sin Cuartel para ayudarla a dominar el mundo. King Knight, Pridemoor y sus aliados persiguen a la Encantadora hasta la Torre del Destino, donde King Knight la derrota en combate. La Hechicera convence a King Knight ofreciéndole nombrarlo rey en lugar de Pridemoor, y él se vuelve contra sus aliados para unirse a la Orden Sin Cuartel. King Knight pone fin al concurso de Joustus y usurpa el trono de Pridemoor, y su madre y el rey Pridemoor lo abandonan. En una escena poscréditos, King Knight termina de renovar Pridemoor Keep y se comenta a sí mismo que finalmente puede disfrutar de su reino. Shovel Knight entra momentos después y ambos se preparan para el combate.

## Desarrollo y lanzamiento
El equipo redujo el tamaño de los niveles para diferenciar King of Cards de los juegos anteriores de Shovel Knight y redujo a la mitad la salud disponible del jugador. Esto se debió a que el sistema de salud de las entradas anteriores fue diseñado para funcionar con niveles largos, y reducir los puntos de vida disponibles haría que las nuevas etapas fueran igualmente peligrosas. Queriendo evitar disminuir la dificultad de los jefes para tener en cuenta la menor salud, Yacht Club Games permitió que los enemigos soltaran potenciadores de salud por cada tres golpes que recibieran.  Los desarrolladores se inspiraron en Wario al diseñar King Knight y pretendían que el personaje actuara «como un tipo grande que hace todo lo posible». La movilidad de King Knight se modificó varias veces y los desarrolladores compararon el diseño final con el de Plague Knight de Shovel Knight: Plague of Shadows. Los diseñadores lo describieron como un «dandi exagerado y decadente», y decidieron centrar el juego en expandir las posesiones de King Knight reuniendo tesoros y seguidores.
Yacht Club Games decidió agregar Joustus para cumplir con su intención de que King of Cards fuera extraño y cómico, y quería crear una nueva experiencia más allá del juego de plataformas de la franquicia. Se burlaron de su inclusión en Spectre of Torment y se inspiraron en juegos de cartas existentes como Hive y Triple Triad de Final Fantasy VIII, así como en juegos de cartas coleccionables como Magic: El encuentro y Pokémon. Joustus se desarrolló por separado para garantizar que pudiera igualar la escala del resto del juego y se introdujo como una mecánica opcional para evitar restarle valor a la plataforma. El primer prototipo de Joustus se llamó Cardurr y se basaba en un tablero de 3x3 inspirado en Triple Triad. Se crearon habilidades y mecánicas especiales para las tarjetas dentro de una hoja de cálculo compartida entre los miembros del equipo. Yacht Club Games prestó especial atención a la complejidad de las habilidades y creó varias mecánicas jugables, como «Bomb Arrows», que podrían usarse para eliminar cartas del tablero, y «Cascade Arrows», que podrían convertir la carta de un oponente al lado del jugador. Los desarrolladores incluyeron formas para que el jugador hiciera trampa en Joustus para alinearse con la caracterización de King Knight como un protagonista malvado.
Después de crear las mecánicas y habilidades de Joustus, los desarrolladores planificaron la cantidad total de cartas. La lista final de cartas presenta imágenes de la mayoría de los personajes de la franquicia Shovel Knight. El equipo pasó una cantidad significativa de tiempo pensando en cómo el jugador obtendría nuevas cartas en el juego, y en un momento diseñó un elemento coleccionable llamado «Card Juice» que podría transformar a los enemigos de las plataformas en cartas. La capacidad de robar cartas de oponentes derrotados se inspiró en los juegos de cartas coleccionables y requirió la creación de un mazo único para cada personaje hostil. Para equilibrar la IA del juego de cartas a la que se enfrentaría el jugador, los desarrolladores construyeron la programación para tomar decisiones con la intención de prolongar cada juego, al tiempo que le permitían cambiar sus comportamientos para adaptarse a la habilidad del jugador. Originalmente, el minijuego estaba destinado a jugarse en aldeas ubicadas alrededor del mapa mundial, aunque estas ubicaciones fueron reemplazadas por pubs más pequeños llamados Card Houses. El lanzamiento del juego estaba previsto para el 9 de abril de 2019, pero se retrasó, y luego se lanzó para Windows, macOS, Linux, PlayStation 3, PlayStation 4, PlayStation Vita, Wii U, Xbox One y Nintendo Switch en diciembre. 10, 2019. El 13 de diciembre se lanzó una versión para Nintendo 3DS.

## Recepción
Según el sitio web agregador de reseñas Metacritic, King of Cards recibió «críticas generalmente favorables». Algunos críticos sintieron que el juego era una expansión final digna de Shovel Knight. Nintendo Life dijo que el juego tenía una calidad similar a la de sus predecesores,  mientras que Shacknews consideró que King of Cards era la expansión más ambiciosa de toda la franquicia. A pesar de encontrar el juego inferior a Plague of Shadows y Specter of Torment, USgamer dijo que King of Cards seguía siendo un juego competente dentro de la serie.
Los revisores destacaron los niveles más cortos. Nintendo World Report encontró que los niveles eran únicos en la forma en que se desviaban de la estructura típica de la franquicia sin dejar de ser desafiantes, y le gustó cómo se podían terminar más rápidamente. Nintendo Life los comparó con los niveles de plataformas de Nintendo y consideró que aportaban más diversidad mecánica. IGN consideró que los niveles estaban bien equilibrados y eran difíciles pero no frustrantes de jugar. Otros críticos encontraron algunos de los escenarios y diseños demasiado familiares. Destructoid consideró que la campaña se vio perjudicada por la inclusión de configuraciones de juegos anteriores,  una opinión que también compartía Easy Allies. GameSpot encontró nostálgica la reutilización de niveles y jefes anteriores, pero con el tiempo dejó de ser interesante.
El minijuego Joustus recibió una respuesta mixta. GameSpot lo encontró desafiante y afirmó que ofrecía una forma para que los jugadores se tomaran un descanso de las plataformas. Nintendo Life sintió que Joustus era más que un simple minijuego y lo calificó de complejo y divertido. Shacknews lo consideró una inclusión audaz e interesante, e hizo que King of Cards se destacara de sus predecesores centrados en plataformas. Por otro lado, GameRevolution criticó a los oponentes de Joustus por considerarlos demasiado fáciles y dijo que el juego se basaba en la aleatoriedad más que en la habilidad.  Sin embargo, Nintendo World Report encontró que Joustus era difícil debido a la cantidad de elementos de estrategia que se incorporaron.